# Monika Weder
Monika Weder (ur. 29 lipca 1987) — polska siatkarka grająca na pozycji atakującej. Wychowanka klubu Pałac Bydgoszcz, od sezonu 2006/07 w składzie seniorskiej drużyny Pałacu — Centrostalu Focus Park / Centrostalu Bydgoszcz. W sezonie 2008/09 grała w AZS AWF Poznań, a w kolejnym roku reprezentowała barwy Budowlanych Toruń.

## Sukcesy
- 4-te miejsce w rozgrywkach Ligi Siatkówki Kobiet — 2006/07
- mistrzostwo Polski juniorek — sezon 2005/06